# 新井みずか
新井 みずか（あらい みずか、1985年7月9日 - ）は埼玉県出身の女優・モデル。堀越高等学校トレイトクラス卒業。所属事務所はトップコート→OFFICE BLUEを経て現在はエムズエンタープライズ所属。

## 来歴・人物
15歳の時にトップコートに所属、堀越高等学校に入学・卒業。秦建日子脚本・演出『月の子供』の出演をきっかけに「演劇ワークショップTAKE1」に入学。
その後、秦建日子脚本・演出の舞台で活躍。
2010年からOFFICE BLUE所属。2012年よりエムズエンタープライズ所属
趣味は乗馬・ネイルアート・映画・音楽鑑賞。特技はダンス・殺陣。
ブログは、2009年6月からアメブロに移動している。
歌手で元クラリオンガールのEliana（エリアンナ）や、モデルの大森美知や、アーティストの川嶋あいは高校時代からの親友で、今でも仲良しである。
堀越同級生は山下智久、上戸彩、酒井彩名、小池徹平、城田優、田中聖、蒼井優など。
2016年からはアクトレスガールズのリングアナウンサーとしても活動。

## 主な出演

### 舞台
- 秦建日子脚本・演出『月の子供』
- 劇団TIME LIMITS『ASIAN BUTTERFLY』
- 2008年 秦建日子脚本・演出『比翼の鳥/ファィディング・サトコ』高橋役
- 2008年 秦建日子脚本・演出『タクラマカン』主役のケイ役
- 2008年 秦組旗揚げ公演『Pain』メインキャスト RURI役
- 2008年『太陽がいっぱい』　秦建日子プロデュース・ダンスパフォーマンス出演
- 2009年 秦建日子脚本・演出『くるくるとしとしっと』ヒロイン・春香役
- 2009年 秦建日子脚本、松下修演出『月の子供』ヒロイン・女2役
- 2010年秦建日子脚本・演出　秦組公演vol.3『らん』 月影役  俳優座
- 2010年 和田アキ子原作 秦建日子・蒲田幸成・脚本 後藤凌二演出 三越劇場9月公演『和田アキ子物語』千秋役
- 2012年『真田十勇士　カッコ良くなきゃ死ぬだけさ』（東京・全労済ホール/スペース・ゼロ 大阪・サンケイホールブリーゼ）おあい役

- 2016年劇団TAIME LIMITSKAAT神奈川芸術劇場公演『鬼が哭いた夜』慈雨役
- 2017年アクトレスガールズ脚本 ブラジリィー・アン・山田『カウント2.9！』リングアナウンサー東海林役 ・ダンス振付
- 2020年アクトレスガールズ舞台『ACTRING Team「花月夜」episode 0 PROLOGUE QUEST』リングアナウンサー役

- 2021年アクトリング舞台『剣編01///花月夜 vs Sheloll～暁の序曲～』フーシェン役
- 2022年3月20日アクトリング舞台『アクトリング剣編02/// Sky-Rex vs 花月夜～片隅の愛～』フーシェン役
- 2022年9月アクトレスガールズ脚本 ブラジリィー・アン・山田舞台『カウント2.9！』リングアナウンサー東海林役 ・ダンス振付
- 2023年11月26日アクトレスガールズ脚本 ブラジリィー・アン・山田舞台『カウント2.9！Ⅱ』リングアナウンサー東海林かおり役

### テレビ番組
- 『スター隠し芸』アシスタント
- 『おしゃれ!アイドル学園』（テレビ東京）レギュラー
- 『激闘!アイドル予備校』望美役
- 『ホカベン』最終回 有紗役
- 金曜プレステージ『検事　霞夕子』若いお母さん役
- 2017年 竹内力主演ドラマ『大馬鹿代』1話、2話出演  片桐聖子役

### 映画
- 『新・スパイガール大作戦』（サキ役） スパイガールの振付・指導
- 山本清史監督作品『BLOODLESS』（ポッキー役）
- 『ビンゴ』山田悠介原作・福田洋平監督作品（荻野美優役）
- 2016年 竹内力主演『極サギ3』清水匡、おおぎゆたか脚本・仰木豊監督作品 あい役
- 2016年 竹内力主演『極サギ4』清水匡、おおぎゆたか脚本・仰木豊監督作品 あい役

### CD
- 2008年8月27日発売『アニメ☆マニア』 もってけ！セーラーふく（らき☆すた）
- 2008年12月3日発売EMIミュージックジャパンより『テクノポップ☆アニメ』もってけ!セーラーふく（らき☆すた）、とそのアカペラバージョン、『人として軸がぶれている』の3曲
- 『アクトレスガールズ』CDキングレコードより発売 2017年

### DVD
- コナミより『新・美少女i』DVD発売
- ダンスイベントDVD『Hit jam』ゲスト出演

### ラジオ
- ASIAN美少女ビジュアルプリンセス
- web an CMアフレコ アン王女役
- 2023年4月25日邦子と丸藤のやまだかつてないラジオ 渋谷クロスFM 出演

### CM・広告
- ECC総合教育機関CM 『ECCジュニア』グッチョイスシステム 「グッチョーイ」篇
- 浜名湖競艇ポスター
- カネボウコスメPOPガール
- マイナビ屋内・外看板・ポスター
- DHC広告モデル&yahoo・mixiバナーモデル
- キリンビール『ギュギュッと絞ったカクテル』VP
- 『ジャポニカ学習帳』HIPHOP〜小学校篇〜
- 『ファンケル カロリミット』舞台CM 2017年

### ライブ
- HANGRY&ANGRY BAND 大阪（ハングリー実写版）
- 映画「エクスクロス〜魔境伝説」舞台挨拶ライブ

### 雑誌
- 『全国女子高生原色制服図鑑III 放課後スタイル EAST編』アルバイト制服モデル
- 『進学ガイド』別冊表紙モデル
- 『デジタルカメラマガジン』モデル
- S-incデジタルモデル（HANGRY&ANGRY）

### その他
- h.naoto キャラクター『HANGRY&ANGRY』ハングリー初代実写版
- 渋谷109ショップ『Laughin'』Х『Lil'marv』オンラインショップ レギュラーモデル
- 元女子プロレスラー風香GM率いる女子プロレス団体スターダムでKちゃんパンダのみずみずとしてオープニングダンス＆MC、レギュラー
- 舞台眠れぬ町の王子様DANCE振り付け
- 舞台不思議な町の王子様‐第二章DANCE振り付け
- 女子プロレス団体アクトレスガールリングアナ・オープニングダンス振り付け
- 2018年10月 サンリオピューロランド×アクトレスガールズコラボLive  MC &アーティスト出演、振付
- 2019年 h.NAOTO ニューコレクションh.villiansモデル
- 2019年 BBM発売 BBM 2020 TRUE HEART-ベースボール・マガジン社
- 2020年 BBM発売 BBM 2020 TRUE HEART-ベースボール・マガジン社
- 2022年3月竹内力主演ドラマ『スペシャルドラマ「甘美王～麗しのエンジェル・キッス～」』主題歌「エンジェルキッス」振付・指導・MV出演
- 2024年5月4日『大阪コミコン2024 アメコミ×プロレス』（大阪　インテックス大阪）ハーレクイン 役[4]
- 2024年 舞台ACTRING【ボイスドラマ】出演
- 2024年12月6日 東京コミコン2024『コスプレクロスオーバーバトル！アメコミ×プロレス』（千葉　幕張メッセ）ハーレクイン 役[5]
- 2025年5月3日大阪コミコン2025『 cosplay crossover battle！×アメコミ✕プロレス（ インテックス大阪） 』ハーレクイン 役